# Републикански път III-4004
Републикански път IIІ-4004 е третокласен път, част от Републиканската пътна мрежа на България, преминаващ изцяло по територията на Великотърновска област. Дължината му е 22,1 km.
Пътят се отклонява надясно при 154,1 km на Републикански път I-4 северно от село Джулюница, минава през селото, пресича река Веселина (от басейна на Янтра) и се насочва на юг, нагоре по долината на реката. Минава през село Горско Ново село, достига до центъра на град Златарица, от където продължава нагоре покрай десния бряг на Златаришка река (десен приток на Веселина) и преди да навлезе в Еленските височини се свързва с Републикански път II-53 при неговия 35 km.
| Пътища, отклоняващи се надясно (населено място, № на пътя, посока на пътя) | km   | Пътища, отклоняващи се наляво (посока на пътя, № на пътя, населено място) |
| -------------------------------------------------------------------------- | ---- | ------------------------------------------------------------------------- |
| Община Лясковец, I-4, 154,1 km →                                           | 0,0  | → 154,1 km, I-4, Община Лясковец                                          |
| (за 150,1 km на I-4) общински път, с. Джулюница ←                          | 3,4  | → с. Джулюница, общински път (за с. Кесарево)                             |
| Община Златарица                                                           | 7,9  | Община Златарица                                                          |
| с. Горско Ново село                                                        | 10,5 | → с. Горско Ново село, общински път (за с. Сливовица)                     |
|                                                                            | 11,6 | → общински път (за с. Росно)                                              |
| (за с. Родина) общински път ←                                              | 13,8 |                                                                           |
| (от с. Мерданя) III-5301, 10 km, гр. Златарица →                           | 16,5 | → гр. Златарица                                                           |
|                                                                            | 18,9 | → общински път (за с. Равново)                                            |
| (от с. Поликраище) II-53, 35 km →                                          | 22,1 | → 35 km, II-53 (до гр. Средец)                                            |